# Nicolas Masson
 (mars 2025).
 (octobre 2023).
Si vous disposez d'ouvrages ou d'articles de référence ou si vous connaissez des sites web de qualité traitant du thème abordé ici, merci de compléter l'article en donnant les références utiles à sa vérifiabilité et en les liant à la section « Notes et références ».
Pour les articles homonymes, voir Masson et Nicolas Masson (homonymie).
Nicolas Masson est un saxophoniste de jazz suisse, né en 1972 à Genève.

## Biographie
Nicolas Masson naît en 1972 à Genève.
Après avoir pris le transsibérien à l’âge de 19 ans pour un périple de six mois en Asie, Nicolas Masson termine son voyage à New York où il rencontre Cecil Taylor, Fred Hopkins, Frank Lowe et Makanda McIntyre. Il y étudie durant quatre mois. De retour à Genève, il obtient en 2000 son diplôme professionnel d’enseignement et de performance jazz au Conservatoire Populaire de Genève.
Durant les années 1999-2001, Nicolas Masson étudie avec Chris Potter et Rich Perry, vit à New York durant un an, joue régulièrement avec Ohad Talmor, Russ Johnson, Eivind Opsvik, Mark Ferber.
Enregistrant ses propres projets pour les labels ECM Records et Clean Feed Records, Nicolas Masson est devenu une figure majeure du jazz en Suisse. Il a travaillé avec nombre de musiciens renommés tels que Ben Monder, Gerald Cleaver, Kenny Wheeler, Kris Davis, Eivind Opsvik, Russ Lossing, Tom Arthurs et bien d’autres.  Nicolas Masson est également actif en tant que photographe, réalisant de nombreux portraits et travaux personnels ayant notamment fait l'objet de pochettes d'albums pour ECM.

## Discographie
- ,2002 : Nicolas Masson Quartet, Awake (Altri Suoni)
- 2006 : Nicolas Masson Quartet, Yellow (A Little Orange) (Fresh Sound/New Talent)
- 2009 : Nicolas Masson Parallels, Thirty Six Ghosts (Clean Feed Records)
- 2009 : Bertrand Blessing Pitched Battle, Genève  (Unit Records)
- 2010 : Jean-Lou Treboux, December Rain (En Face)
- 2011 : Nicolas Masson, Departures (Fresh Sound/New Talent)
- 2013 : Nicolas Masson-Roberto Pianca-Emanuele Maniscalco, Third Reel (ECM Records)
- 2013 : Swiss Jazz Orchestra,  Sincerely Yours
- 2014 : Jazz Made In Switzerland IV (Pro Helvetia/Fondation SUISA)
- 2014 : Masson-Godinat-Schaer, Abacus (Bandcamp)
- 2015 : Nicolas Masson-Roberto Pianca-Emanuele Maniscalco, Many More Days (ECM Records)
- 2016 : Tom Brunt/The Black Buoy Project
- 2018 : Nicolas Masson, Travelers (ECM Records)[2]
- 2020 : Nicolas Masson, Never Ending (Bandcamp)
- 2024 : Eloi Calame, L'impermanence des mondes (Ramdam)
- 2025 : Nicolas Masson Renaissance (ECM Records)